# Timothy Gudsell
Timothy Gudsell (født 17. februar 1984 i Feilding) er en tidligere professionel newzealandsk bane- og landevejscykelrytter.